# Cryphia perloides
Cryphia perloides är en fjärilsart som beskrevs av Achille Guenée 1852. Cryphia perloides ingår i släktet Cryphia och familjen nattflyn. Inga underarter finns listade i Catalogue of Life.